# Bellinzona Rockets
Pour les articles homonymes, voir Ticino.
Les Bellinzona Rockets sont un club de hockey sur glace de la ville tessinoise de Bellinzone en Suisse. 
Créé en 2016 sous le nom de HCB Ticino Rockets, il fait ses débuts en Swiss League en 2016-2017. Le club est alors la propriété du HC Ambrì-Piotta et du HC Lugano, les deux clubs tessinois de National League, du HCC Biasca (disparu au profit de la présente équipe) et du GDT Bellinzone. Dès 2023, l'équipe prend le nom de Bellinzona Rockets et reste la propriété du HC Ambrì-Piotta et du GDT Bellinzone.

## Effectif actuel
| No    | Nom               | Nat. | Position  | Arrivée                      |
| ----- | ----------------- | ---- | --------- | ---------------------------- |
| +029, | Aidan Hughes      |      | Gardien   | 2023 - Université Brock      |
| +030, | Joel Messerli     |      | Gardien   | 2023 - EHC Bülach            |
| +035, | Davide Fadani     |      | Gardien   | Prêté par le HC Ambrì-Piotta |
| +007, | Aaro Törmänen     |      | Défenseur | Prêté par le EHC Winterthour |
| +008, | Gabriel Mini      |      | Défenseur | 2023 - HC Lugano             |
| +019, | Melvin Hürlimann  |      | Défenseur | 2023 - HC Lugano             |
| +022, | Olmo Pietro Albis |      | Défenseur | Prêté par le HC Ambrì-Piotta |
| +033, | Matteo Tedoldi    |      | Défenseur | 2023 - HC Ambrì-Piotta       |
| +037, | Michael Pastori   |      | Défenseur | 2023 - HC Ambrì-Piotta       |
| +059, | Jonas Schwab      |      | Défenseur | Prêté par le SCL Tigers      |
| +074, | Nadir Scilacci    |      | Défenseur | Prêté par le HC Ambrì-Piotta |
| +090, | Romain Montandon  |      | Défenseur | 2023 - HC Lugano             |
| +095, | Philip Åhlström   |      | Défenseur | 2023 - Université Brock      |
| +097, | Misha Moor        |      | Défenseur | 2022 - HC Thurgovie          |
| +098, | Andrea Brazzola   |      | Défenseur | 2023 - EHC Arosa             |
| +010, | Rihards Puide     |      | Attaquant | 2023 - EHC Olten             |
| +011, | Tobias Knörr      |      | Attaquant | 2023 - HC Lugano             |
| +014, | Luca Schelldorfer |      | Attaquant | Prêté par le HC Ambrì-Piotta |
| +023, | Stephan Deluca    |      | Attaquant | 2023 - HC Fassa              |
| +024, | Simon Marha       |      | Attaquant | Prêté par le HC Ambrì-Piotta |
| +026, | Alain Rosselli    |      | Attaquant | Formé au club                |
| +040, | William Hedlund   |      | Attaquant | Prêté par le HC Ambrì-Piotta |
| +067, | Gianluca Cortiana |      | Attaquant | 2023 - HC Lugano             |
| +068, | Darels Dukurs     |      | Attaquant | Prêté par le SCL Tigers      |
| +071, | Patrick Incir     |      | Attaquant | 2022 - HC Ambrì-Piotta       |
| +077, | Janick Liechti    |      | Attaquant | Prêté par le SCL Tigers      |
| +082, | Silvan Schönmann  |      | Attaquant | Prêté par le HC Ambrì-Piotta |
| +086, | Marco Cavalleri   |      | Attaquant | 2023 - EHC Bâle              |
| +098, | Auguste Impose    |      | Attaquant | 2023 - HC Franches-Montagnes |